# Нікшич Сергій Аркадійович
Сергій Аркадійович Нікшич (6 листопада 1953, Київ) — український письменник, перекладач та дипломат. Тимчасовий повірений у справах України в Джакарті (Індонезія) (1999–2004). Генеральний консул України в місті Сучава (Румунія) (2005–2009).

## Біографія
Народився 6 листопада 1953 року в місті Києві.
З 1999 по 2004 рр. — Тимчасовий повірений у справах України в Джакарті (Індонезія).
З 2002 по 2003 рр. — Тимчасовий повірений у справах України в Брунеї за сумісництвом
З 2005 по 2009 рр. — Генеральний консул України в місті Сучава (Румунія).

## Автор перекладів
- «Фонд» Айзек Азімов,[2]
- «Передостання істина» Філіп Дік
- «Рижий» Джеймс Патрик Донліві

## Автор книг
- Полумертвые души. Люди из пригорода: украинские волшебные повести-поэмы для взрослых / С. Никшич; худож. В. Сердюков. — К : Ника-Центр : Эльга, 2004. — 292 с.: ил. — (Серия 700 ; вып.41). — ISBN 966-521-285-0[3][4]
- Полумертвые души. Соседки : украинские волшебные повести-поэмы для взрослых / С. А. Никшич. — К. : Ника-Центр, 2007. — 228 с. — (Серия 700 ; вып. 45). — ISBN 978-966-521-433-5[5]